# 1 августа
1 августа — 213-й день года (214-й в високосные годы) по григорианскому календарю.
До конца года остаётся 152 дня.
До 15 октября 1582 года — 1 августа по юлианскому календарю, с 15 октября 1582 года — 1 августа по григорианскому календарю.
В XX и XXI веках соответствует 19 июля по юлианскому календарю.

## Праздники и памятные дни
См. также: Категория:Праздники 1 августа

### Международные
- Всемирный день борьбы с раком лёгкого.

### Национальные
- Азербайджан — День азербайджанского алфавита и языка[2].
- Ангола — День вооружённых сил.
- Барбадос,  Бермуды,  Гайана,  Тринидад и Тобаго,   Ямайка — День эмансипации[англ.].
- Бенин — День независимости.
- Китай — День создания Народно-освободительной армии.
- Польша — День памяти жертв Варшавского восстания.
- Россия:
  - День памяти жертв Первой мировой войны.
  -  Адыгея — День репатриантов[3][4].
- Швейцария — День конфедерации.

### Профессиональные
- Россия — День тыла вооружённых сил Российской Федерации.
- Россия — День образования Службы специальной связи России.
- Россия — День инкассатора[5].
- Россия — День работника технической поддержки[6][7].

### Религиозные
Православие
- Память преподобной Макрины Каппадокийской, сестры святителя Василия Великого (380);
- память преподобного Дия Константинопольского, игумена (ок. 430)[10];
- обретение мощей преподобного Серафима, Саровского чудотворца (1903)[11][12];
- Собор Курских святых;
- память благоверного князя Романа (Олеговича) Рязанского (1270);
- память преподобного Паисия Печерского, в Дальних пещерах (XIV в.);
- память блаженного Стефана Лазаревича Нового (Высокого) (1427) и матери его благоверной княгини Милицы (во Святом Крещении Евфросинии) (1405), Сербских.

Язычество:
- Лугнасад
- День Ламмас[англ.]

### Именины
- Католические: Альфонс, Мария, Пётр, Юстина[13].
- Православные[14] (дата по новому стилю):
  - Мужские:
    - Варлам (Варлаам, Варламий) — проповедник Кавказский Варлаам.
    - Григорий — проповедник Григорий Новый.
    - Дий — преподобный Дий Константинопольский.
    - Дмитрий — святитель Димитрий Ростовский.
    - Митрофан — святитель Митрофан Воронежский.
    - Паисий — преподобный Паисий Печерский.
    - Роман — мученик, князь Рязанский Роман Олегович.
    - Серафим — преподобный Серафим Саровский (обретение мощей).
    - Стефан (Степан) — блаженный Стефан Лазаревич, король Сербии.
    - Тихон — святитель Тихон Задонский.

  - Женские:
    - Евгения — Святая Милица (в крещении Евфросиния, в иночестве Евгения, в схиме Евфросиния), княгиня Сербская
    - Евфросиния — см. выше
    - Милица — см. выше
    - Макрина — преподобная Макрина Каппадокийская

## События
См. также: Категория:События 1 августа

### До XX века
- 30 до н.э. — Октавиан входит в Александрию, Египет, подчиняя его Римской республике.
- 477 — после убийства Лю Юя 9-м (и последним) императором Южной Сун стал его младший брат Лю Чжунь.
- 527 — Юстиниан I стал императором Византии.
- 1291 — швейцарские кантоны Швиц, Ури, Унтервальден заключили «вечный союз», заложивший основы Швейцарской конфедерации.
- 1461 — коронация Эдуарда IV, короля Англии.
- 1498 — Христофор Колумб первым из европейцев посетил Венесуэлу.
- 1514 — великий князь московский Василий III въехал в Смоленск. Это событие имело историческое значение: город 110 лет находился под владычеством Литвы. В честь этой победы в Москве был основан Новодевичий монастырь.
- 1619 — первые африканские рабы доставлены в Джеймстаун, Вирджиния.
- 1770 — в сражении при Кагуле русская армия под руководством П. А. Румянцева разгромила турецкую армию Халиль-паши.
- 1774 — английским учёным Джозефом Пристли открыт химический элемент кислород.
- 1780 — Швеция объявила о своём постоянном нейтралитете.
- 1789 — русско-австрийский отряд под командованием А. В. Суворова разбил турок в сражении под Фокшанами.
- 1798 — Абукирское сражение: Английский флот адмирала Нельсона одержал победу над французским флотом.
- 1808 — Наполеоновский генерал Иоахим Мюрат провозглашён неаполитанским королём.
- 1812 — сражение под Клястицами.
- 1860 — основан Императорский речной яхт-клуб[15].
- 1876 — Колорадо стал 38-м штатом США.
- 1900 — основан футбольный клуб «Боруссия» Мёнхенгладбах — пятикратный чемпион Германии, обладатель Кубка УЕФА 1975 и 1979 гг.

### XX век
- 1914 — Первая мировая война: Германская империя объявила войну Российской империи.
- 1919 — в Венгрии свергнута провозглашённая в марте советская республика.
- 1922 — введена первая постоянная Конституция Литовской Республики.
- 1924 — учреждён общесоюзный орден Красного Знамени.
- 1927
  - Наньчанское восстание, начало Гражданской войны в Китае. 1 августа отмечается как День рождения НОАК.
  - Постановлением ВЦИК и Совнаркома РСФСР образована Ленинградская область[15].
- 1936 — открытие летних Олимпийских игр в Берлине.
- 1939
  - Учреждена медаль «Золотая Звезда» Героя Советского Союза.
  - Открылась Всесоюзная сельскохозяйственная выставка (с 1959 г. — Выставка достижений народного хозяйства, в 1992—2014 — Всероссийский выставочный центр).
- 1940 — нарком иностранных дел СССР Вячеслав Молотов, выступая на сессии Верховного Совета СССР, сказал, что «трудящиеся Латвии, Литвы и Эстонии с радостью восприняли известие о вхождении этих республик в состав Советского Союза».
- 1943
  - Япония предоставила независимость Бирме.
  - Вторая мировая война: операция «Приливная волна», американцы за один день потеряли более 50 бомбардировщиков B-24.
  - В Ок-Ридже (штат Теннесси) начал работу завод по обогащению урана.
- 1944
  - Анна Франк сделала последнюю запись в своём дневнике.
  - Вторая мировая война: начало Варшавского восстания.
- 1946
  - В Москве казнены Андрей Власов, Иван Благовещенский, Василий Малышкин, Фёдор Трухин и ещё 8 человек, признанных виновными в результате судебного процесса над «власовцами». Решение о смертном приговоре было принято ещё до начала процесса на заседании Политбюро ЦК ВКП(б).
  - Введена венгерская денежная единица форинт.
- 1954 — вступило в силу прекращение огня во Вьетнаме, Лаосе и Камбодже. Окончание колониальной войны Франции в Индокитае.
- 1957 — введён израильский фунт.
- 1960 — провозглашена независимость Дагомеи (ныне Бенин).
- 1964
  - Республика Конго (Леопольдвиль) переименована в Демократическую Республику Конго.
  - Каждые полчаса начали звучать позывные радиостанции «Маяк».
- 1965 — первое исполнение песни Пола Маккартни Yesterday.
- 1966 — 25-летний Чарльз Уитмен в Остине (штат Техас) убил 16 человек, прежде чем был застрелен полицией.
- 1968 — коронация султана Брунея Хассанала Болкиаха.
- 1971 — в нью-йоркском «Мэдисон-сквер-гарден» прошёл «Концерт для Бангладеш», организованный Джорджем Харрисоном.
- 1975 — в Хельсинки на Совещании по безопасности и сотрудничеству в Европе руководителями 33 европейских государств, США и Канады подписан Заключительный акт Совещания по безопасности и сотрудничеству в Европе.
- 1976
  - Республика Тринидад и Тобаго провозгласила независимость.
  - Чемпион мира 1975 года в классе «Формула-1» Ники Лауда попал в тяжёлую аварию на Гран-при Германии на Нюрбургринге, в результате которой сильно обгорел.
- 1980 — Вигдис Финнбогадоуттир избрана президентом Исландии.
- 1981 — дебют музыкального телеканала MTV. Первым был показан клип на песню Video Killed the Radio Star группы The Buggles. Ровно через шесть лет канал начал работать и в Европе.
- 1990 — в СССР вступил в действие закон "О печати и других средствах массовой информации". Отмена предварительной цензуры.
- 1994 — начало вещания GMS.

### XXI век
- 2001 — в Германии вступил в силу закон о зарегистрированных гражданских партнёрствах.
- 2004 — пожар в супермаркете в Асунсьоне (Парагвай), 374 погибших.
- 2007 — обрушение моста I-35W через реку Миссисипи в Миннеаполисе (США). 13 человек погибли и более 100 получили ранения[16].
- 2008
  - Начала работу высокоскоростная междугородная железная дорога Пекин — Тяньцзинь.
  - Солнечное затмение 1 августа 2008 года, так же известное, как «Русское затмение».
  - Трагедия на К2, 11 погибших.
- 2022 — Битва за Донбасс: начались бои за Бахмут.
- 2024 — обмен заключёнными между Россией и Западом, Россия и Беларусь выпустили 16 человек, в Россию вернулись 8 человек.

## Родились
См. также: Категория:Родившиеся 1 августа

### До XIX века
- 10 до н. э. — Клавдий (ум. 54), древнеримский император (41—54);
- 126 — Публий Гельвий Пертинакс (ум. 193), римский император (в 193 г.);
- 1501 — Иоганн Гландорп[нем.] (ум. 1564), немецкий теолог и гуманист, педагог;
- 1545 — Эндрю Мелвилл (ум. 1622), шотландский религиозный реформатор, просветитель;
- 1659 — Себастьяно Риччи (ум. 1734), итальянский художник, представитель венецианской школы живописи;
- 1714 — Ричард Уилсон (ум. 1782), английский художник-пейзажист;
- 1744 — Жан-Батист Ламарк (ум. 1829), французский биолог, естествоиспытатель;
- 1779 — Фрэнсис Скотт Ки (ум. 1843), американский юрист, автор национального гимна «The Star-Spangled Banner»;
- 1799 — графиня де Сегюр (ум. 1874), французская писательница русского происхождения.

### XIX век
- 1801 — Ксенофонт Полевой (ум. 1867), русский писатель, литературный критик, журналист, книгоиздатель.
- 1818 — Мария Митчелл (ум. 1889), американская женщина-астроном.
- 1819 — Герман Мелвилл (ум. 1891), американский писатель («Моби Дик»).
- 1870 — Илья Иванов (ум. 1932), российский биолог-животновод, автор метода искусственного осеменения домашних животных.
- 1878 — Георг Гаккеншмидт (ум. 1968), российский борец и цирковой атлет, первый чемпион мира по вольной борьбе.
- 1885 — Дьёрдь де Хевеши (ум. 1966), венгерский химик, лауреат Нобелевской премии (1943).
- 1897 — Лия Мара (ум. 1960), немецкая актриса немого кино.
- 1898 — Степан Каюков (ум. 1960), актёр театра и кино, народный артист РСФСР.

### XX век
- 1905 — Ада Войцик (ум. 1982), советская киноактриса.
- 1910 — Герда Таро (погибла 1937), немецкий фотограф, первая женщина — военный фотожурналист.
- 1912 — Алексей Лебедев (ум. 1941), советский подводник, поэт-маринист.
- 1914
  - Григол Абашидзе (ум. 1994), советский грузинский поэт, прозаик, соавтор Гимна Грузинской ССР.
  - Евдокия Виноградова (ум. 1962), советская ткачиха, одна из зачинательниц движения многостаночниц в текстильной промышленности.
- 1915 — Василий Захарченко (ум. 1998), советский писатель, публицист, журналист, бывший главный редактор журнала «Техника — молодёжи».
- 1916 — Галина Коновалова (ум. 2014), советская и российская театральная актриса.
- 1920 — Аркадий Толбузин (ум. 1972), советский актёр театра и кино, кинорежиссёр, сценарист.
- 1922 — Алексей Глазырин (ум. 1971), советский актёр театра, кино и дубляжа.
- 1923
  - Картер Браун (ум. 1985), англо-австралийский писатель, автор детективных романов.
  - Валентина Леонтьева (ум. 2007), телеведущая и диктор телевидения, народная артистка СССР.
- 1924 — Жорж Шарпак (ум. 2010), французский физик, лауреат Нобелевской премии (1992).
- 1928 — Майкл Синельников (ум. 2024), британско-канадский актёр, режиссёр и писатель, первый руководитель прославленного «Цирка дю Солей» (1984).
- 1929
  - Лейла Абашидзе (ум. 2018), советская и грузинская киноактриса.
  - Хафизулла Амин (убит в 1979), афганский государственный и политический деятель.
- 1930 — Пьер Бурдьё (ум. 2002), французский социолог и философ.
- 1935 — Виктор Славкин (ум. 2014), российский драматург и сценарист.
- 1936 — Ив Сен-Лоран (ум. 2008), французский модельер.
- 1937 — Олег Виноградов, артист балета, балетмейстер, хореограф, педагог, народный артист СССР.
- 1941 — Натали Делон (ум. 2021), французская киноактриса.
- 1942
  - Джерри Гарсиа (ум. 1995), американский рок-музыкант («Grateful Dead»).
  - Джанкарло Джаннини, итальянский актёр.
- 1943 — Жан Татлян, советский, французский и российский эстрадный певец.
- 1944 — Юрий Романенко, лётчик-космонавт СССР, дважды Герой Советского Союза.
- 1945 — Дуглас Ошеров, американский физик, лауреат Нобелевской премии (1996).
- 1946 — Боз Баррелл (ум. 2006), английский бас-гитарист и певец (группы «King Crimson», «Bad Company»).
- 1947 — Корнилий (Титов), митрополит Московский и всея Руси, предстоятель Русской православной старообрядческой церкви.
- 1948
  - Дэвид А. Геммел (ум. 2006), английский писатель-фантаст.
  - Ивар Калныньш, советский и латвийский актёр театра и кино.
  - Людмила Ширина, оперная певица, народная артистка Украины.
- 1949 — Курманбек Бакиев, киргизский политик, президент Кыргызстана (2005—2010).
- 1951 — Томми Болин (ум. 1976), американский гитарист, автор песен.
- 1956 — Александр Авдеев, советский гребец-байдарочник, 4-кратный чемпион мира.
- 1957 — Сергей Дебижев, советский и российский кинорежиссёр, сценарист, актёр.
- 1959 — Джо Эллиотт, английский певец, музыкант и автор песен; наиболее известен как вокалист британской рок-группы «Def Leppard».
- 1961
  - Данни Блинд, нидерландский футболист.
  - Илья Кутик, русский поэт, эссеист, переводчик.
- 1963 — Денис Карасёв, советский и российский актёр театра и кино.
- 1965
  - Юрий Костин, российский медиаменеджер, пионер отечественного FM-радиовещания, глава «Газпром-Медиа Радио».
  - Сэм Мендес, английский режиссёр театра и кино, продюсер, драматург, обладатель премии «Оскар».
- 1967 — Жозе Падилья, бразильский кинорежиссёр, сценарист.
- 1970 — Дженнифер Гэрис, американская актриса и фотомодель.
- 1971
  - Ксения Кутепова, российская актриса театра и кино.
  - Полина Кутепова, российская актриса театра и кино, сестра-близнец Ксении.
- 1975 — Татьяна Шитова, российская актриса и мастер озвучивания.
- 1976
  - Нванкво Кану, нигерийский футболист.
  - Хасан Шаш, турецкий футболист и тренер.
- 1978 — Бьёрн Ферри, шведский биатлонист, олимпийский чемпион (2010).
- 1979 — Джейсон Момоа, американский киноактёр.
- 1980 — Кристина Фазекаш Цур, венгерская гребчиха-байдарочница, двукратная олимпийская чемпионка.
- 1981
  - Ханс Линдберг, датский гандболист, чемпион мира (2019).
  - Салли Прессман, американская актриса.
- 1984
  - Линн-Кристин Рьегельхут-Корен, норвежская гандболистка, двукратная олимпийская чемпионка (2008, 2012).
  - Бастиан Швайнштайгер, немецкий футболист, чемпион мира (2014).
- 1986
  - Елена Веснина, российская теннисистка, олимпийская чемпионка (2016).
  - Антон Строльман, шведский хоккеист, чемпион мира (2017).
- 1990 — Алакина Манн, английская актриса.
- 1994 — Доменико Берарди, итальянский футболист, чемпион Европы (2020).
- 1995 — Павел Табаков, российский актёр, сын Олега Табакова.

## Скончались
См. также: Категория:Умершие 1 августа

### До XIX века
- 30 до н. э. — Марк Антоний (род. ок. 83 до н. э.), римский военачальник и триумвир.
- 477 — Лю Юй (р. 463), 8-й император Южной Сун.
- 1098 — епископ Адемар Монтейльский, духовный лидер Первого крестового похода.
- 1137 — Людовик VI (род. 1081), король Франции (1108—37).
- 1326 — Вартислав IV (р. 1291), князь Вольгастский (1309—1326), Слупско-Славенский (ок. 1313—1326) и Рюгенский (1325—1326).
- 1464 — Козимо Медичи Старый (род. 1389), флорентийский политик, государственный деятель, купец и банкир.
- 1546 — Пьер Эмиль Лазар Фавр (род. 1506), один из основателей ордена иезуитов.
- 1714 — Анна (род. 1665), королева Великобритании (1702—14).

### XIX век
- 1812 — погиб Яков Кульнев (р. 1763), русский полководец, герой Отечественной войны 1812 года.
- 1882 — Генри Кендалл (р. 1839), поэт, прозванный «национальным поэтом Австралии».
- 1887
  - Михаил Катков (р. 1817 или 1818), русский публицист, издатель, литературный критик.
  - Джозеф Рейни (р. 1832), первый темнокожий председатель Палаты представителей США.
- 1893 — Амфилохий (в миру Павел Иванович Сергиевский-Казанцев; р. 1818), русский археограф и палеограф, епископ Угличский.
- 1895 — Генрих Зибель (р. 1817), немецкий историк и политический деятель.

### XX век
- 1911 — Конрад Дуден (р. 1829), немецкий филолог, составитель орфографического словаря немецкого языка.
- 1913 — Леся Украинка (р. 1871), украинская поэтесса, писательница, переводчица.
- 1914 — Александр Пушкин (р. 1833), русский генерал, сын поэта А. С. Пушкина.
- 1926 — Ян Каспрович (р. 1860), польский поэт, драматург, литературный критик, переводчик.
- 1938 — расстрелян Семён Урицкий (р. 1895), советский военный деятель, начальник разведуправления РККА, комкор.
- 1943 — погибла Лидия Литвяк (р. 1921), советский лётчик-истребитель, командир авиационного звена, Герой Советского Союза (посмертно).
- 1944 — погиб Жан Прево (р. 1901), французский писатель, публицист, литературовед, участник движения Сопротивления.
- 1946 — казнён Андрей Власов (р. 1901), советский военачальник-коллаборационист, командующий Русской освободительной армией (РОА).
- 1957 — Павел Челищев (р. 1898), русский художник, эмигрант.
- 1966 — Леонид Вивьен (р. 1887), актёр, режиссёр, театральный педагог, народный артист СССР.
- 1969 — Борис Гмыря (р. 1903), украинский певец-бас, народный артист СССР.
- 1970 — Фрэнсис Фармер (р. 1913), американская актриса и телеведущая.
- 1973 — Джан Франческо Малипьеро (р. 1882), итальянский композитор и музыковед.
- 1977 — Фрэнсис Пауэрс (р. 1929), американский пилот-разведчик.
- 1981 — Тимофей Лебешев (р. 1905), кинооператор, заслуженный деятель искусств РСФСР.
- 1987 — Пола Негри (р. 1897), актриса немого кино польского происхождения.
- 1990 — Эдуард Кандель (р. 1923), врач-нейрохирург, лауреат Государственной премии СССР.
- 1992
  - Маргарита Алигер (р. 1915), советская поэтесса, переводчица, журналистка, военный корреспондент.
  - Алексей Рязанов (р. 1920), советский лётчик-истребитель, генерал-майор авиации, дважды Герой Советского Союза.
- 1995 — Колин Грей (р. 1914), новозеландский лётчик-ас, участник Второй мировой войны.
- 1996 — Тадеуш Рейхштейн (р. 1897), швейцарский химик-органик, лауреат Нобелевской премии (1950).
- 1997 — Святослав Рихтер (р. 1915), пианист-виртуоз, народный артист СССР.
- 1998 — Владимир Прелог (р. 1906), швейцарский химик-органик хорватского происхождения, нобелевский лауреат (1975).
- 2000 — Галина Сергеева (р. 1914), актриса театра и кино, заслуженная артистка РСФСР.

### XXI век
- 2005 — Фахд ибн Абдель Азиз Аль Сауд (р. 1921), король Саудовской Аравии (1982—2005).
- 2009 — Корасон Акино (р. 1933), президент Филиппин (1986—1992).
- 2011 — Жанна Прохоренко (р. 1940), актриса театра и кино, народная артистка РСФСР.
- 2015
  - Анатолий Кремер (р. 1933), советский и российский композитор и дирижёр.
  - Пётр Оссовский (р. 1925), живописец, народный художник СССР, академик РАХ.
- 2016 — Анна Бурбон-Пармская (р. 1923), супруга последнего короля Румынии Михая.
- 2021 — Абдулькадыр ас-Суфи (Ян Даллас) (р. 1930), основатель движения Мурабитун, автор книг по исламу, суфизму и политике.
- 2022 — Мира Кольцова (р. 1938), советская и российская танцовщица, балетмейстер, художественный руководитель и главный балетмейстер ансамбля «Берёзка» (с 1979 года), народная артистка СССР.
- 2023 — Анри Конан Бедье (р. 1934), второй Президент Кот-д’Ивуара (1993-1999).
- 2024 — Петер Краус (р. 1941), западногерманский хоккеист (хоккей на траве), вратарь. Олимпийский чемпион (1972), чемпион Европы (1970).

## Приметы
- Первый день месяца — Макрида (указательница осени).
- Сухая Макрида — не будет дождей на шесть недель, мокрая — дождь на тот же срок.
- Макрида сряжает осень, а Анна зиму.
- На Мокрину сухо — осень будет сухая, дождь — мокрая.
- «На Макриду дождь — на следующий год будет урожай на рожь».
- Полетел пух с осины — время идти за подосиновиками[17].